# Сабах (футбольний клуб)
Це стаття про малайзійський футбольний клуб. Про однойменний азербайджанський клуб див. статтю Сабах (Баку)
Саба́х (малай. Persatuan Bolasepak Sabah) — малайзійський футбольний клуб, який представляє однойменний штат Сабах. Команда домашні матчі грає на стадіоні «Лікас» місткістю 35 000 осіб у місті Кота-Кінабалу, столиці штату Сабах.
Команда вигравала Кубок футбольної асоціації Малайзії (1995) та Прем'єр-лігу в 1996 році. У 1995 році команда також вийшла в другий раунд Кубка володарів кубків Азії.

## Історія

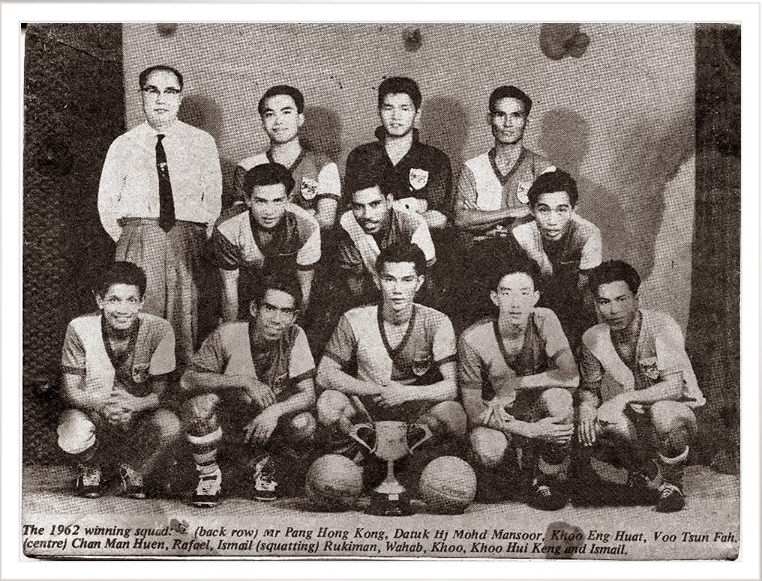
Футбольна команда Північне Борнео, переможець Кубка Борнео в 1962 році, за рік до створення Малайзії.

Від 1950 до 1963 року «Сабах» змагалася як команда Північного Борнео за Кубок Борнео проти команд Сараваку і Брунею. Після створення Федерації Малайзії, Футбольна асоціація Північного Борнео (NBFA) змінила свою назву на Футбольну асоціацію Сабаха (ФА Сабах). З 1978 року команда стала брати участь у Кубку Малайзії.

### Аматорський і напівпрофесійний період
«Сабах» був добре відомий у малайзійському футболі серед аматорських і напівпрофесійних команд як колектив, що виховав багатьох класних гравців, зокрема тріо Джеймс Вонг, Хасан Сані і Пітер Раджа. Ці гравці зробили команду однією з найсильніших команд у країні протягом 80-х років.

### Професійна ера
Коли у Малайзії з'явився професійний футбол, «Сабах» також мав репутацію одного з найсильніших клубів. Сильні професійні гравці були в команді в 1990-ті роки, особливо Матлан, який допоміг клубу ставати фіналістом Кубка футбольної асоціації Малайзії у 1993 і 1994 роках і якого свого часу тодішній тренер Клодом Ле Руа призначив капітаном національної збірної Малайзії. Позитивні результати, отримані на початку професійної ери, однак були перервані через скандал з договірними матчами, який сколихнув Малайзію в 1994 році. Скандал майже знищив «Сабах» і малайзійський футбол у цілому. Матлан був одним з декількох гравців, визнаних винними за участь у скандалі. Як покарання за участь у договірному матчі — Матлана й деяких інших гравців ФІФА дискваліфікувала довічно. Їх вигнано зі штату Сабах урядом штату за законом про обмеження проживання.
Після скандалу «Сабах» почав відновлювати репутацію в Малайзії. Клуб виграв свій перший професійний трофей Кубок футбольної асоціації Малайзії в 1995 році. У 1996 році «Сабах» виграв свій перший чемпіонський титул і вийшов у фінал Кубка Малайзії вперше, де програв «Селангору» по пенальті. Сезон 2000 року став найгіршим для клубу з моменту вступу в професійну еру. Вони вилетіли у другий дивізіон і не змогли пройти груповий етап у Кубку Малайзії. Однак «Сабах» уже в сезоні 2001 року закінчив чемпіонат на другому місці за клубом «Джохор» і повернувся в еліту. У 2002 році клуб зайняв третє місце в чемпіонаті і знову зумів пробитися у фінал Кубка країни, однак, як і у 1996 році, там поступився «Селангору». Наступного року «Сабах» знову вийшов у фінал Кубка Малайзії, але знову трофей не здобули. Цього разу вони програли клубу MPPJ.
З появою у 2004 році малайзійської Суперліги «Сабах» зумів залишитися в чемпіонаті лише протягом двох сезонів, після чого вилетів до Прем'єр-ліги (другий за рівнем дивізіон) на сезон 2005/06. Після вильоту клуб п'ять сезонів не міг повернутись і лише за результатами сезону 2010 року австралійський тренер Гаррі Філліпс зайняв з командою друге місце і повернув її у Суперлігу. Цього разу команда знову змогла пограти у вищому дивізіоні, після чого вдруге вилетіла до Прем'єр-ліги.

## Стадіони

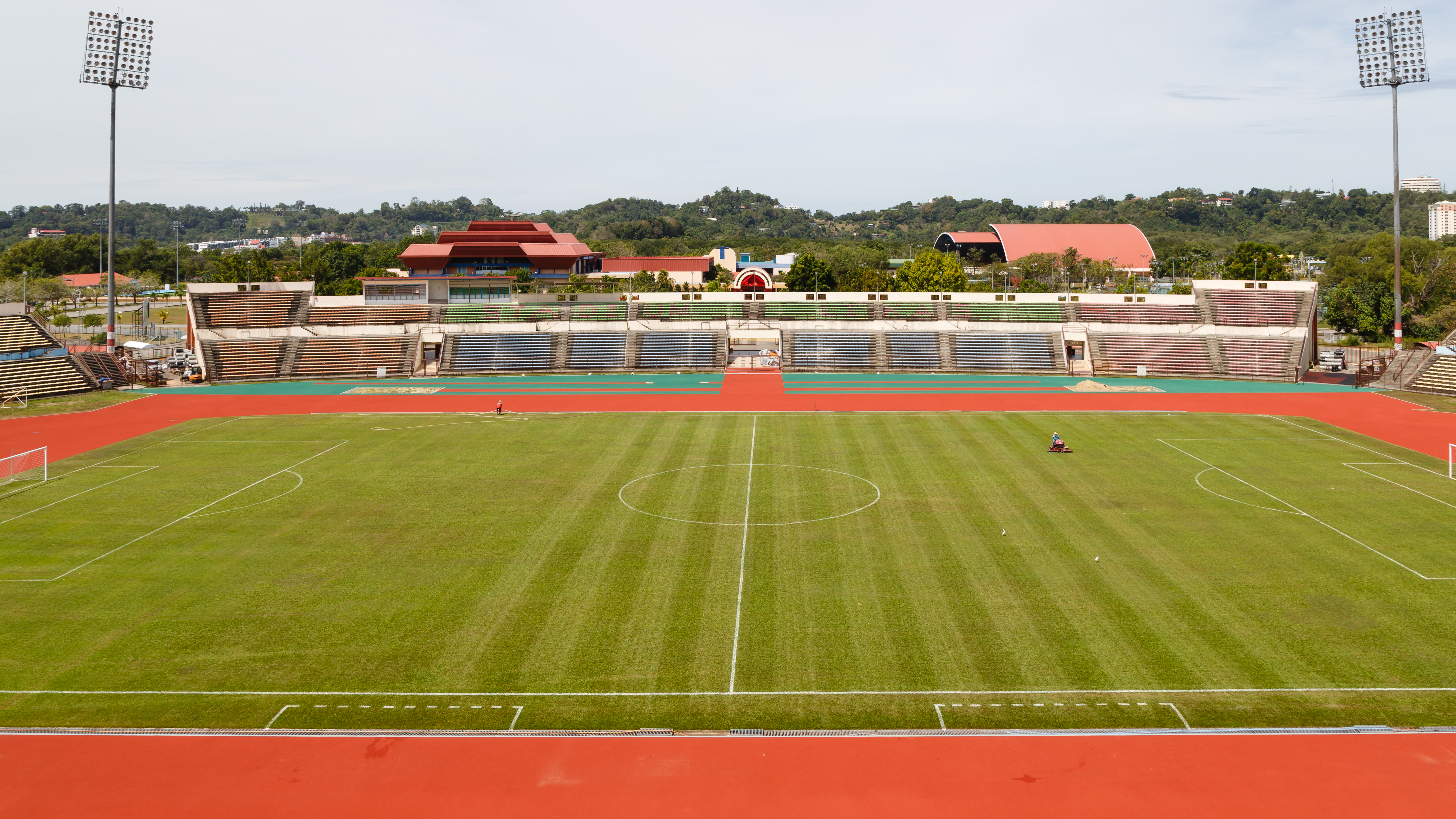
Стадіон «Лікас», домашній стадіон клубу.

Стадіон «Лікас» є основним домашнім стадіоном «Сабаха». Другий стадіон «Пенампанг» іноді використовується для матчів.

## Спонсори
| Сезон   | Виробник | Спонсор                          |
| ------- | -------- | -------------------------------- |
| 2005    | Line 7   | TM                               |
| 2005–06 | Line 7   | TM Net                           |
| 2006–07 | Line 7   | TM                               |
| 2007–08 | Line 7   | Celcom                           |
| 2009    | Line 7   | Streamyx                         |
| 2010    | Carino   | TM                               |
| 2011    | Adidas   | none                             |
| 2012    | Adidas   | none                             |
| 2013    | Adidas   | Graceone                         |
| 2014    | Carino   | BSA                              |
| 2015    | Adidas   | Globaltec                        |
| 2016    | Adidas   | Sabah Energy & Asian Supply Base |
| 2017    | Carino   | Sabah Energy & Asian Supply Base |

## Клубна культура

### Вболівальники
- Bola Sepak Sabah
- Football Fans of Sabah
- Kelab Penyokong Sabah Rhino
- North Borneo Ultras (NBU)
- Sabah Football Fans Club
- SabahRhinos.com since 1997
- Tawau City Hoodlum (TCH)
- The Rhinos Troops

### Талісман
«Сабах» називали носорогами з золотої епохи 1990-х, але в 2010 році SAFA змінив талісман на «Яструб», провівши ребрендинг футбольної команди. Це був суперечливий крок, оскільки клуб «Куала-Лумпур ФА» був уже відомий як яструби. В підсумку «Сабах» відновив прізвисько «носороги», починаючи з 2015 року.

### Суперництво
Головним суперником клубу є «Саравак», з яким «Сабах» історично сперечається за звання найкращого клубу в Борнео. Їхні матчі називають Дербі Борнео.

## Досягнення
| Турніри                         | Перемоги                                                                    | Друге місце      |
| ------------------------------- | --------------------------------------------------------------------------- | ---------------- |
| Кубок Малайзії                  |                                                                             | 1996, 2002, 2003 |
| Ліга Пердана (1х)               | 1996                                                                        |                  |
| Прем'єр-Ліга                    | 2019                                                                        | 2001 2010,       |
| Кубок футбольної асоціації (1х) | 1995                                                                        | 1993, 1994, 1998 |
| Суперкубок Малайзії             |                                                                             | 1996             |
| Кубок Борнео (13х)              | 1962, 1963, 1967, 1969, 1970, 1971, 1972 1977, 1978, 1979, 1980, 1984, 1985 | 1987             |

## Клубні результати
Станом на 3 березня 2018
| Сезон   | Чемпіонат      | Чемпіонат | Чемпіонат | Чемпіонат | Чемпіонат | Чемпіонат | Чемпіонат | Чемпіонат | Чемпіонат | Чемпіонат | Кубки      | Кубки             | Кубки       | Турніри АФК  | Турніри АФК |
| Сезон   | Дивізіон       | І         | В         | Н         | П         | ГЗ        | ГП        | РГ        | О         | М         | Суперкубок | Кубок             | Кубок ФА    | Турнір       | Результат   |
| ------- | -------------- | --------- | --------- | --------- | --------- | --------- | --------- | --------- | --------- | --------- | ---------- | ----------------- | ----------- | ------------ | ----------- |
| 1995    | Ліга Пердана   | 28        | 13        | 5         | 10        | 60        | 45        | +15       | 44        | 5         | –          | Півфінал          | Володар     | Кубок кубків | 1/8 фіналу  |
| 1996    | Ліга Пердана   | 28        | 17        | 7         | 4         | 49        | 21        | +28       | 58        |           | Фінал      | Фінал             | Чвертьфінал | –            | –           |
| 1997    | Ліга Пердана   | 28        | 14        | 7         | 7         | 42        | 28        | +14       | 49        | 3         | –          | Груповий етап     | 2-ий раунд  | –            | –           |
| 1998    | Ліга Пердана 1 | 22        | 8         | 7         | 7         | 22        | 26        | –4        | 31        | 5         | –          | Півфінал          | Фінал       | –            | –           |
| 1999    | Ліга Пердана 1 | 18        | 6         | 7         | 5         | 20        | 20        | +0        | 29        | 4         | –          | Груповий етап     | Півфінал    | –            | –           |
| 2000    | Ліга Пердана 1 | 22        | 4         | 4         | 14        | 22        | 41        | –19       | 16        | 11        | –          | Груповий етап     | 1-ий раунд  | –            | –           |
| 2001    | Ліга Пердана 2 | 22        | 14        | 3         | 5         | 41        | 22        | +19       | 45        | 2         | –          | Груповий етап     | Півфінал    | –            | –           |
| 2002    | Ліга Пердана 1 | 26        | 13        | 8         | 5         | 48        | 30        | +18       | 47        | 3         | –          | Фінал             | Чвертьфінал | –            | –           |
| 2003    | Ліга Пердана 1 | 24        | 10        | 8         | 6         | 34        | 22        | +12       | 38        | 4         | –          | Фінал             | Півфінал    | –            | –           |
| 2004    | Суперліга      | 21        | 4         | 5         | 12        | 22        | 35        | –13       | 17        | 6         | –          | Півфінал          | Чвертьфінал | –            | –           |
| 2005    | Суперліга      | 21        | 6         | 4         | 11        | 25        | 39        | –14       | 22        | 8         | –          | Груповий етап     | Чвертьфінал | –            | –           |
| 2005–06 | Прем'єр-ліга   | 21        | 7         | 7         | 7         | 32        | 31        | +1        | 28        | 4         | –          | Груповий етап     | 1-ий раунд  | –            | –           |
| 2006–07 | Прем'єр-ліга   | 20        | 6         | 9         | 5         | 26        | 21        | +5        | 27        | 5         | –          | Півфінал          | Чвертьфінал | –            | –           |
| 2007–08 | Прем'єр-ліга   | 24        | 13        | 5         | 6         | 48        | 27        | +21       | 44        | 4         | –          | Груповий етап     | Чвертьфінал | –            | –           |
| 2009    | Прем'єр-ліга   | 24        | 5         | 7         | 12        | 18        | 31        | –13       | 22        | 9         | –          | Груповий етап     | 1-ий раунд  | –            | –           |
| 2010    | Прем'єр-ліга   | 22        | 15        | 3         | 4         | 42        | 14        | +28       | 48        | 2         | –          | Груповий етап     | 1-ий раунд  | –            | –           |
| 2011    | Суперліга      | 26        | 7         | 7         | 12        | 24        | 32        | –8        | 28        | 10        | –          | Чвертьфінал       | 1-ий раунд  | –            | –           |
| 2012    | Суперліга      | 26        | 7         | 7         | 12        | 33        | 52        | –19       | 28        | 13        | –          | Не кваліфікувався | 1-ий раунд  | –            | –           |
| 2013    | Прем'єр-ліга   | 22        | 9         | 3         | 10        | 42        | 46        | –4        | 30        | 5         | –          | Не кваліфікувався | 2-ий раунд  | –            | –           |
| 2014    | Прем'єр-ліга   | 22        | 6         | 6         | 10        | 21        | 30        | –9        | 24        | 7         | –          | Не кваліфікувався | 2-ий раунд  | –            | –           |
| 2015    | Прем'єр-ліга   | 22        | 8         | 3         | 11        | 37        | 42        | –5        | 27        | 7         | –          | Не кваліфікувався | 1-ий раунд  | –            | –           |
| 2016    | Прем'єр-ліга   | 22        | 5         | 5         | 12        | 26        | 41        | –15       | 20        | 9         | –          | Не кваліфікувався | 3-ий раунд  | –            | –           |
| 2017    | Прем'єр-ліга   | 22        | 9         | 3         | 10        | 33        | 38        | –5        | 30        | 7         | –          | Не кваліфікувався | Чвертьфінал | –            | –           |
| 2018    | Прем'єр-ліга   | –         | –         | –         | –         | –         | –         | –         | –         | –         | –          | –                 | –           | –            | –           |

Джерело:
1. ↑  Draw were followed by penalty shootouts for an additional point.

### Виступи у змаганнях АФК
- Кубок володарів кубків Азії: 1 участь

1995: 1/8 фіналу
| Сезон   | Турнір                  | Раунд        | Суперник            | Вдома | В гостях |
| ------- | ----------------------- | ------------ | ------------------- | ----- | -------- |
| 1995-96 | Кубка Азіатських Кубків | Перший раунд | «Ангьянг»           | 3-0   | 0-1      |
| 1995-96 | Кубка Азіатських Кубків | Другий раунд | «Бельмаре Хірацука» | 1-2   | 0-5      |